# Vaarwater langs Paulinapolder
Het Vaarwater langs Paulinapolder, soms ook Vaarwater langs Paulina Polder, is een betonde vaargeul in de Westerschelde in de Nederlandse provincie Zeeland, zuid van Zuid-Beveland en noord van Zeeuws-Vlaanderen. De geul is ongeveer 3½ zeemijl (6½ km) lang en loopt in het zuiden van de Westerschelde. De geul is aan de oostkant bij de Braakmanhaven een aftakking van de Pas van Terneuzen en gaat aan de westkant over in de betonde vaargeul Vaarwater langs Hoofdplaat. In het verleden waren er betonde verbindingsgeulen (Thomaesgeul en Springergeul) naar de Pas van Terneuzen, maar die boeien zijn opgenomen.
Het water is zeewater en heeft een getij. Ten noorden van de Vaarwater langs Paulinapolder liggen de droogvallende slik- en zandplaten de Lage Springer en een onbenoemde plaat.
Dit vaarwater is te gebruiken voor schepen tot en met CEMT-klasse VIb. De betonning is aan de oostkant alleen één gele sparboei, verder west ligt normale laterale markering. Aan de zuidkant (buiten de vaargeul) ter hoogte van de Mosselbanken is een kitesurf-gebied met de naam Paulinapolder (Niet te verwarren met de polder Paulinapolder).
Het Vaarwater langs Paulinapolder valt binnen het Natura 2000-gebied Westerschelde & Saeftinghe.